# Dziura nad Roztoką
Dziura nad Roztoką – jaskinia, a właściwie schronisko, w Dolinie Roztoki w Tatrach Wysokich. Wejście do niej znajduje się w południowo-wschodnim zboczu Wołoszyna, w pobliżu żlebu Koryto, na wysokości 1450 m n.p.m. Długość jaskini wynosi 10 metrów, a jej deniwelacja 4 metry.

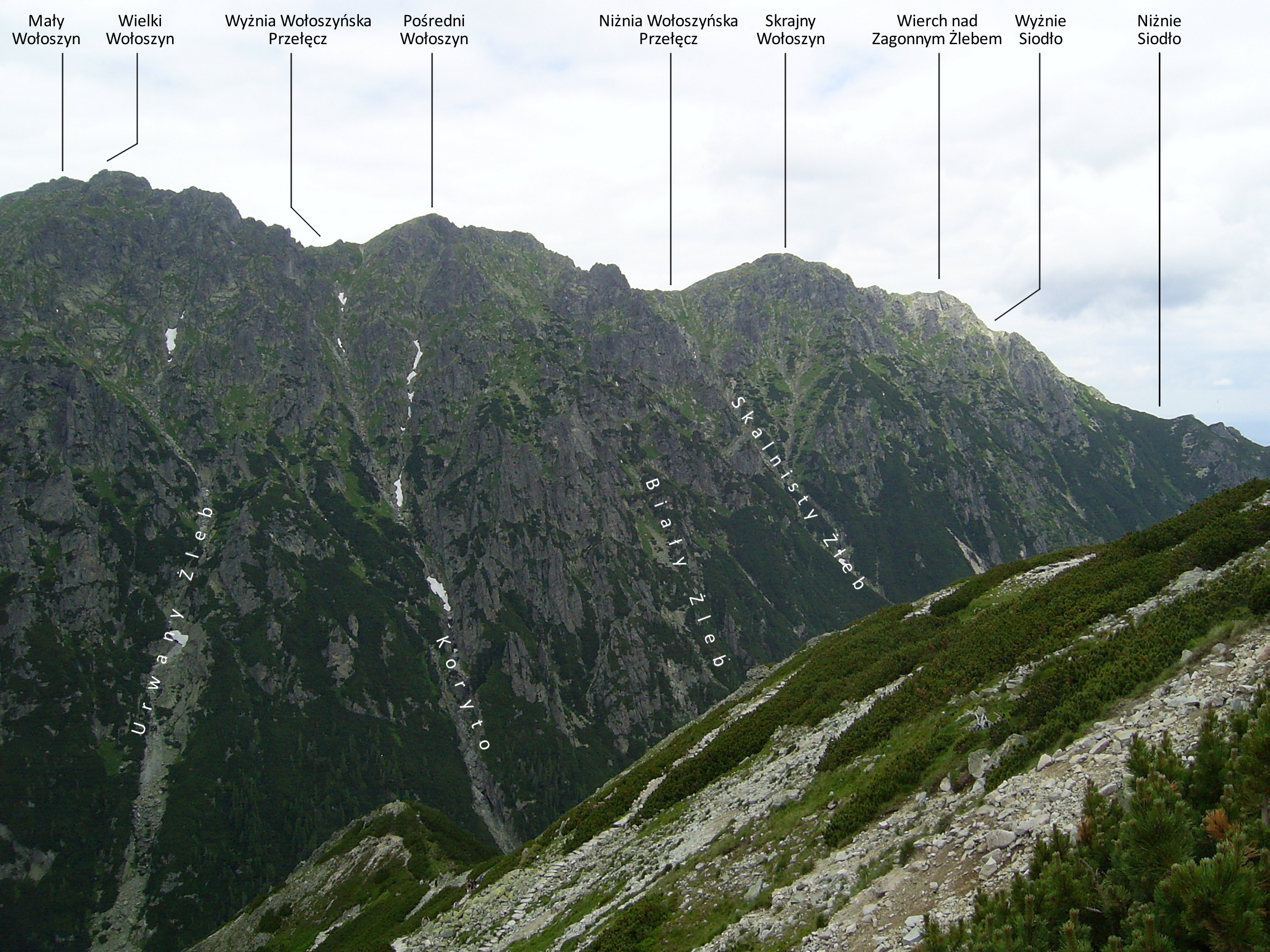
Wołoszyn z widocznym żlebem Koryto

## Opis jaskini
Jaskinię stanowi obszerny, idący do góry korytarz zaczynający się w olbrzymim otworze wejściowym (12 × 7 m), który następnie zwęża się stopniowo i kończy zawaliskiem.

## Przyroda
W jaskini brak jest nacieków. Ściany są mokre, w końcowej części płynie po nich woda. Występuje też deszcz podziemny. W głębi jaskini rosną glony, porosty i mchy. Zamieszkują ją nietoperze.

## Historia odkryć
W związku z tym, że olbrzymi otwór jaskini jest dobrze widoczny ze szlaku turystycznego w pobliżu polany Nowa Roztoka, była ona prawdopodobnie znana od dawna. Jej pierwszy plan i opis sporządził T. Zwijacz-Kozica w 1996 roku.